# Mercetaspis halimodendronis
Mercetaspis halimodendronis är en insektsart som först beskrevs av Borchsenius och Matesova 1955.  Mercetaspis halimodendronis ingår i släktet Mercetaspis och familjen pansarsköldlöss. Inga underarter finns listade i Catalogue of Life.